# 아카데미 프랑세즈
아카데미 프랑세즈(프랑스어: Académie française 아카데미 프랑세즈[*])는 1634년 공인되어 1635년 리슐리외 추기경이 설립한, 프랑스어를 표준화하고 다듬는 역할을 하는 프랑스의 기관이다. 아카데미 프랑세즈는 회원 자신들이 선출하는 40명의 회원으로 구성되어 있으며, 프랑스 학술원의 다섯 한림원 중 첫번째 한림원이다.
"우리 언어에 확실한 규정을 부여하고, 그것을 순수하게, 우아하게, 예술과 학문을 다룰 수 있게 만드는" 것이 바로 아카데미 프랑세즈의 설립 취지이자, 1635년 1월 29일 루이 13세의 칙허장으로 명확해진 목적이다. 이러한 정신으로, 아카데미 프랑세즈는 1694년 초판이 나오고, 제9판이 현재 준비중인 <아카데미 프랑세즈 사전>을 편찬하였다. 아카데미 프랑세즈는 또한 여러 문학상을 수여하고 있는데, 그 중 가장 명망있는 상으로는 아카데미 프랑세즈 대상이 있다.
아카데미 프랑세즈에는 시인, 소설가, 극작가, 문학 비평가, 철학가, 역사가, 과학자와, 전통에 의거하여, 고위급 장교, 정치인, 고위급 종교인 등 프랑스어를 빛낸 인물들이 회원으로 있다.
아카데미 프랑세즈 회원이 되는데에 국적이나 자격에 관한 어떠한 제한도 없으며, 오로지 프랑스어를 빛낸 공로만을 따진다.

## 역사

### 문예 집단 모임의 기원
아카데미의 기원은 모임을 꾸리기 전부터 오텔 드 랑부예에 드나들며 문인들을 자주 만나던 칼뱅주의 신교도인 동시에 루이 13세의 조언가이던 발랑탱 콩라르의 저택, 생마르틴로(路) 135에서 1629년부터 모인 비공식 문예 집단 모임, "콩라르 서클"에서 출발한다. 이 문예 사모임(장앙투안 드 바이프와 조아섕 티보 드 쿠르빌이 1570년 샤를 9세 시절 설립한 음악 · 시 아카데미 역시 초반에는 사모임이었으나 1574년 앙리 3세 시절 왕립 아카데미가 되었다.)은 1582년 피렌체에서 설립되어 1612년 벌써 보카볼라리오Vocabolario(사전)를 편찬한 아카데미아 델라 크루스카를 본보기로, 이 모임을 왕실 소속의 문예 단체로 바꾸어 아카데미 프랑세즈를 설립한다는 장대한 목표를 꿈꾸던, 리슐리외에게 영감을 주었다. 이 모임의 기록은 콩라르가 1634년 3월 13일부터 보존하였다. · 

## 40명의 "임모르텔"

### 현 회원
| 의석 | 회원                   | 국적          | 선출일           | 입회식           | 입회식 | 입회식                      |
| 의석 | 회원                   | 국적          | 선출일           | 날짜             | 연설   | 회답                        |
| ---- | ---------------------- | ------------- | ---------------- | ---------------- | ------ | --------------------------- |
| 1    | 클로드 다장 (불어)     | 프랑스        | 2008년 4월 17일  | 2009년 5월 14일  | [*]    | 플로랑스 들레 : [*]         |
| 2    | 다니 라페리에르        | 캐나다 아이티 | 2013년 12월 12일 | 2015년 5월 28일  | [*]    | 아민 말루프 : [*]           |
| 3    | 장드니 브르댕(불어)    | 프랑스        | 1989년 6월 15일  | 1990년 5월 17일  | [*]    | 피에르 무아노 : [*]         |
| 4    | 장뤼크 마리옹          | 프랑스        | 2008년 11월 6일  | 2010년 1월 21일  | [*]    | 클로드 다장 : [*]           |
| 5    | 안드레이 마킨          | 프랑스        | 2016년 3월 3일   | 2016년 12월 15일 | [*]    | 도미니크 페르낭데즈 : [*]   |
| 6    | 마르크 퓌마롤리        | 프랑스        | 1995년 3월 2일   | 1996년 1월 25일  | [*]    | 장드니 브르댕 : [*]         |
| 7    | 쥘 오프만              | 프랑스        | 2012년 3월 1일   | 2013년 5월 30일  | [*]    | 이브 풀리캉 : [*]           |
| 8    | 다니엘 롱도            | 프랑스        | 2019년 6월 6일   |                  |        |                             |
| 9    | 파트리크 그랭빌        | 프랑스        | 2018년 3월 8일   | 2019년 2월 21일  | [*]    | 도미니크 보나 : [*]         |
| 10   | 플로랑스 들레          | 프랑스        | 2000년 12월 14일 | 2001년 11월 15일 | [*]    | 엑토르 비양시요티 : [*]     |
| 11   | 가브리엘 드브로이      | 프랑스        | 2001년 3월 22일  | 2002년 2월 7일   | [*]    | 모리스 드뤼옹 : [*]         |
| 12   | 공석                   |               |                  |                  |        |                             |
| 13   | 마우리치오 세라        | 이탈리아      | 2020년 1월 9일   |                  |        |                             |
| 14   | 엘렌 카레르 당코스     | 프랑스        | 1990년 12월 13일 | 1991년 11월 28일 | [*]    | 미셸 데옹 : [*]             |
| 15   | 프레데리크 비투        | 프랑스        | 2001년 12월 13일 | 2003년 3월 27일  | [*]    | 미셸 데옹 : [*]             |
| 16   | 발레리 지스카르 데스탱 | 프랑스        | 2003년 12월 11일 | 2004년 12월 16일 | [*]    | 장마리 루아르 : [*]         |
| 17   | 에리크 오르세나        | 프랑스        | 1998년 5월 28일  | 1999년 6월 17일  | [*]    | 베르트랑 푸아로델베슈 : [*] |
| 18   | 공석                   |               |                  |                  |        |                             |
| 19   | 장루 다바디            | 프랑스        | 2008년 4월 10일  | 2009년 3월 12일  | [*]    | 프레데리크 비투 : [*]       |
| 20   | 앙젤로 리날디          | 프랑스        | 2001년 6월 21일  | 2002년 11월 21일 | [*]    | 장프랑수아 드니오 : [*]     |
| 21   | 알랭 핑켈크로트        | 프랑스        | 2014년 4월 10일  | 2016년 1월 28일  | [*]    | 피에르 노라 : [*]           |
| 22   | 르네 드 오발디아       | 프랑스        | 1999년 6월 24일  | 2000년 6월 15일  | [*]    | 베르트랑 푸아로델베슈 : [*] |
| 23   | 피에르 로장베르        | 프랑스        | 1995년 12월 7일  | 1996년 11월 14일 | [*]    | 조세 카바니스 : [*]         |
| 24   | 공석                   |               |                  |                  |        |                             |
| 25   | 다미니크 페르낭데즈    | 프랑스        | 2007년 3월 8일   | 2007년 12월 13일 | [*]    | 피에르장 레미 : [*]         |
| 26   | 장마리 루아르          | 프랑스        | 1997년 12월 18일 | 1998년 11월 12일 | [*]    | 엘렌 카레르 당코스 : [*]    |
| 27   | 피에르 노라            | 프랑스        | 2001년 6월 7일   | 2002년 6월 6일   | [*]    | 르네 레몽 : [*]             |
| 28   | 장크리스토프 뤼팽      | 프랑스        | 2008년 6월 19일  | 2009년 11월 12일 | [*]    | 이브 풀리캉 : [*]           |
| 29   | 아민 말루프            | 프랑스 레바논 | 2011년 6월 23일  | 2012년 6월 14일  | [*]    | 장크리스토프 뤼팽 : [*]     |
| 30   | 다니엘 살나브          | 프랑스        | 2011년 4월 7일   | 2012년 3월 29일  | [*]    | 도미니크 페르낭데즈 : [*]   |
| 31   | 마이클 에드워즈 (시인) | 프랑스 영국   | 2013년 2월 21일  | 2014년 5월 22일  | [*]    | 프레데리크 비투 : [*]       |
| 32   | 공석                   |               |                  |                  |        |                             |
| 33   | 도미니크 보나          | 프랑스        | 2013년 4월 18일  | 2014년 10월 23일 | [*]    | 장크리스토프 뤼팽 : [*]     |
| 34   | 프랑수아 쳉            | 중국 프랑스   | 2002년 6월 13일  | 2003년 6월 19일  | [*]    | 피에르장 레미 : [*]         |
| 35   | 이브 풀리캉            | 프랑스        | 2001년 11월 29일 | 2003년 1월 30일  | [*]    | 미셸 모르트 : [*]           |
| 36   | 바르바라 카생          | 프랑스        | 2018년 5월 3일   | 2019년 10월 17일 | [*]    | 장뤼크 마리옹 : [*]         |
| 37   | 미셸 징크              | 프랑스        | 2017년 12월 14일 | 2018년 10월 18일 | [*]    | 마이클 에드워즈 : [*]       |
| 38   | 마르크 랑브롱          | 프랑스        | 2014년 6월 26일  | 2016년 4월 14일  | [*]    | 에리크 오르세나 : [*]       |
| 39   | 장 클레르              | 프랑스        | 2008년 5월 22일  | 2009년 6월 18일  | [*]    | 마르크 퓌마롤리 : [*]       |
| 40   | 그자비에 다르코        | 프랑스        | 2013년 6월 13일  | 2015년 2월 12일  | [*]    | 장루 다바디 : [*]           |

## 같이 보기
- 로마 아카데미 드 프랑스
- 스페인 왕립 학술원
- 스웨덴 아카데미